# Instituto Superior Politécnico de Tecnologias e Ciências
O Instituto Superior Politécnico de Tecnologias e Ciências (ISPTEC) é uma instituição de ensino superior privada localizada no município do Talatona, cidade de Luanda, em Angola.
A instituição tem como órgão de tutela o Ministério do Ensino Superior, Ciência, Tecnologia e Inovação (MESCTI).

## História
O ISPTEC foi fundado inicialmente com o projecto da construção das instalações da Universidade de Tecnologias e Ciências (UTEC) uma iniciativa da Sonangol, para diminuir substancialmente o número de bolseiros angolanos enviados para o exterior.
O Instituto Superior Politécnico de Tecnologias e Ciências (ISPTEC) foi institucionalizado ao abrigo do Despacho Presidencial nº47/11 de 04 de Julho, no âmbito do Decreto-Lei nº 90/09, de 15 de Dezembro sobre as Normas Gerais Reguladoras de Subsistema de Ensino Superior e criado ao abrigo do Decreto Executivo nº 111/11 inserido no Diário da República de Angola | Série nº 149, de 05 de Agosto de 2011.
Em março de 2012 tiveram início as actividades lectivas com a oferta de oito cursos nomeadamente: Engenharia Mecânica, Engenharia Civil, Engenharia Eletrotécnica, Engenharia Informática, Engenharia Química e Engenharia de Produção Industrial e dois cursos na área de Ciências Sociais Aplicadas (Economia e Gestão Empresarial), aprovados pelo decreto executivo nº 198/12 de 28 de Maio.
Com base ao Decreto nº 697/17 de 6 de Outubro foram aprovados os planos de estudo de três novos cursos de graduação, nomeadamente: Contabilidade para área de Ciências sociais Aplicadas e Geofísica e Engenharia de Petróleos afecto ao novo Departamento de Geociência. Em 2019, a instituição contava com um total de 675 graduados.

### Lista dos directores
| Nome                                               | Mandato      |
| -------------------------------------------------- | ------------ |
| João André (Comissão instaladora do Projecto UTEC) | 2009 a 2012  |
| Baltazar Miguel                                    | 2012 a 2018  |
| Euclides Luís                                      | 2018 a 2020  |
| Marcílio Manuel dos Santos                         | 2020 a 2022  |
| João Fernando Manuel                               | 2022 - Atual |

## Pesquisa e Investigação
O ISPTEC foi reconhecido pela Webometrics Ranking of World Universities como a instituição de ensino superior mais transparente de Angola. Ela também é uma das duas universidades a nível de Angola incluídas na U-Multirank, que a descreve como sendo a mais forte em termos de orientação internacional e a caracteriza como sendo uma universidade privada de médio porte.

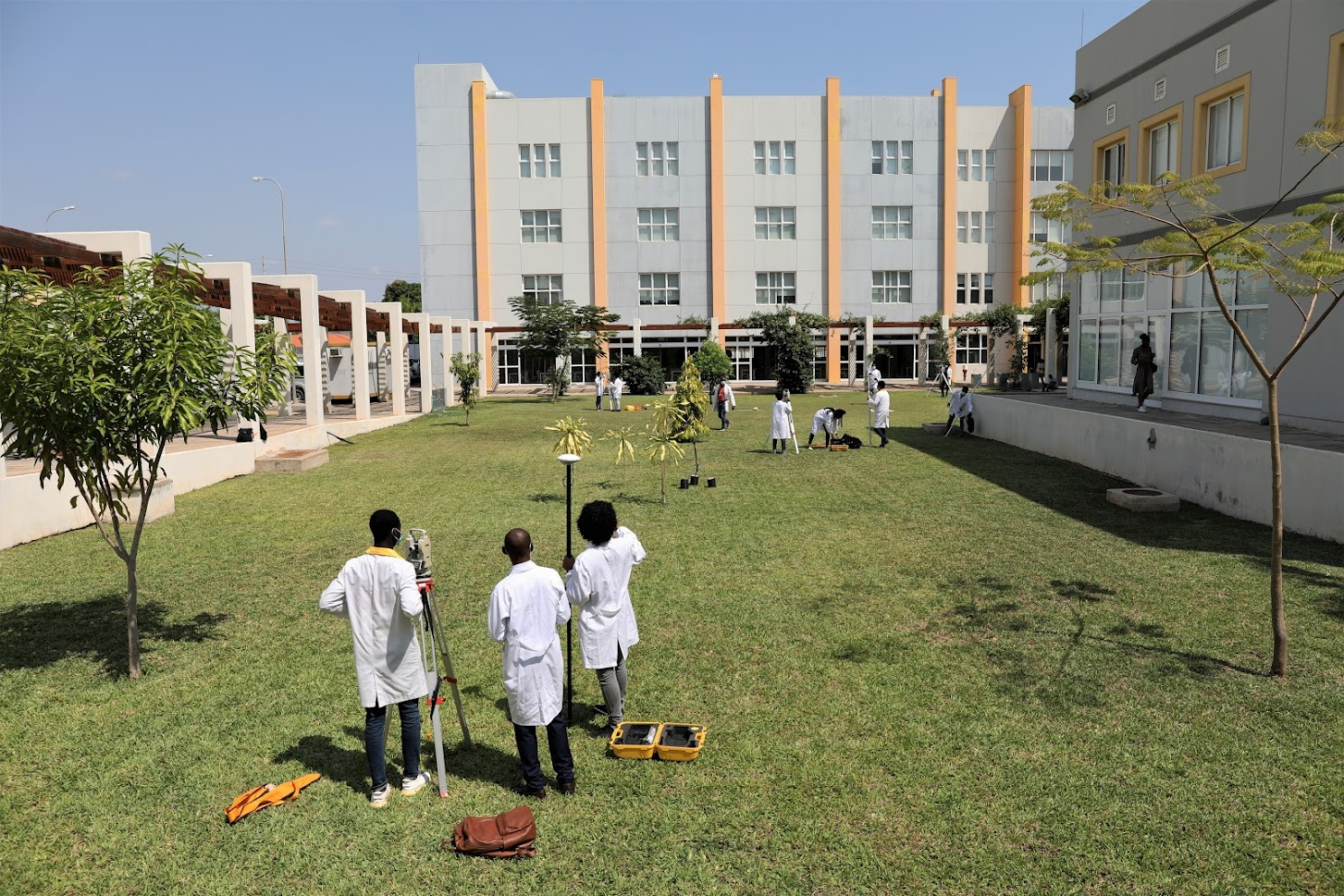
Paisagem do ISPTEC

A AD Scientific Index destacou o ISPTEC como 1º classificado dentre 14 universidades angolanas avaliadas nas categorias de Citações nos últimos 5 anos, o cientista de mérito foi o Professor Doutor Chivanga Barros, cuja obra "Biofuels from wast fish oil pyrolysis: Continuous production in a pilot plant" foi considerado o "paper" com mais citações nos últimos 5 anos.
A Wikilogy classificou o ISPTEC no 8º lugar no ranking do TOP 10 para as melhores universidades de Angola. No ano de 2021, um grupo de estudantes venceu o concurso da Hackathon UNITEL através da criação da Startup Vaquinha SOS.
Dentro dos seus laboratórios, o ISPTEC também tem contribuído na realização de certos produtos para atender as questões da sociedade, por exemplo no ano de 2020, com o surgimento da COVID-19, tal como foi publicado no Jornal de Angola, houve a doação de Mil e duzentas garrafas de 500 mililitros de álcool glicerinado antisséptico ao Governo da Província de Luanda; e, ainda em 2020, houve a entrega de 244 garrafas de álcool anticéptico à Clínica do Exército em Luanda.
Houve ainda outro concurso, de iniciativa da Comissão do Mercado de Capitais - CMC no qual um grupo de estudantes do ISPTEC venceu o concurso de investigação científica, aos 19 de Abril de 2021.

## Cursos de Licenciatura
O ISPTEC conta com três departamentos de ensino desde o início das actividades lectivas. No Departamento Engenharia e Tecnologias são lecionados os cursos de Engenharia de Produção industrial, Engenharia Química, Engenharia Informática, Engenharia Mecânica, Engenharia Electrotécnica e Engenharia Civil. No Departamento de Ciências Sociais Aplicadas são lecionados os cursos de Economia, Contabilidade e Gestão. No Departamento de Geociências são lecionados os cursos de Engenharia de Petróleos e Geofísica.

## Convénios e Protocolos
O ISPTECA têm convénio com diversas Instituições e Associações de Ensino Superior, e entre elas estão o Instituto Superior Técnico da Universidade de Lisboa, a Faculdade de Engenharia da Universidade do Porto, a Universidade de Aveiro, a Universidade Federal do Rio Grande do Norte, a Universidade do Minho, a Universidade de Coimbra, a Universidade Federal do Rio de Janeiro, a Pontífica Universidade Católica do Rio Grande do Sul, a Universidade Estadual de Campinas, o Instituto Superior Politécnico Metropolitano de Angola e a Universidade de Glasgow.